# Політична криза в Бельгії 2007–2011
Політична криза в Бельгії (2007-наш час) — тривалий період політичної нестабільності у Королівстві Бельгія, спричинений економічними та етнолінгвістичними суперечностями.

## Передумови кризи
Одразу після проголошення незалежності Бельгії були закладені передумови протиріч між Фландрією та Валлонією, які після Другої світової війни перетворилися на потужний дестабілізуючий фактор. З перших років існування Бельгії провідну роль в її розвитку відігравала франкомовна Валлонія, економіка якої була ядром промислової революції. Валлонія була лідером у видобутку вугілля, виробництві сталі, будівництві залізниць. Нідерландомовна Фландрія натомість була допоміжним елементом в економічній системі Бельгії: її порти використовувалися для експорту продукції валлонської промисловості, а сама вона залишалася аграрним регіоном. В цих умовах було закономірним те, що єдиною державною мовою залишалася французька.
- 1847 рік — сформувався фламандський культурний рух за рівність нідерландської і французької мов.
- 1873 рік — нідерландська мова стала мовою судочинства у Фландрії (у 1878 р. її дозволили використовувати в органах управління, у 1890 р. — в університетах).
- 1932 рік — прийнято лінгвістичні закони, за якими кожна комуна отримала право самостійно визначати свій мовний режим [1, c. 109]. Таким чином, потреби фламандців у визнанні їх прав користуватися рідною мовою були виконані. Друга світова війна і післявоєнна відбудова країни відсунули на другий план міжетнічні суперечності. У 1960-х рр. економічна ситуація почала змінюватися: промислова структура Валлонії, що базувалася на видобутку вугілля та металургії, поступово застарівала, інвестори все менше вкладали капітал у традиційні галузі, віддаючи перевагу новим, перспективнішим. Погіршувалася й демографічна ситуація у Валлонії: якщо у 1880 р. там проживали 42,23% усіх бельгійців, то у 1961 р. лише 33,07% [2, c. 16]. Натомість Фландрія вдало скористалася новими можливостями, що відкрилися у післявоєнний час. Вдале географічне положення, наявність морських портів (зокрема, Брюгге), політична стабільність стали чинниками інвестиційної привабливості регіону. Нова економіка Фландрії випередила традиційну індустрію Валлонії. Економічна перевага Півночі, що викликала зростання фламандської національної свідомості, разом з демографічною перевагою Фландрії викликала піднесення масового національного руху.

## Федералізація Бельгії
| Фламандська громада (нідерландськомовна) | Французька громада (французькомовна) | Німецькомовна громада          |
| Фландрія                                 | Валлонія                             | Брюссельський столичний регіон |

Створення федеративної держави розпочалося у 1962 р., коли був прийнятий Закон про фіксацію лінгвістичного кордону. У 1970 р. було законодавчо закріплено існування трьох громад і трьох регіонів. У 1971 р. громадам були надані широкі культурні права. Але компетенція регіонів в економічній сфері, на думку лідерів фламандського руху, виявилася недостатньою. Фландрія намагалася «взяти реванш» за довгі роки існування як сировинного придатку.
- 1980 р. Фландрія і Валлонія отримали статус автономій, а їх фінансові та законодавчі повноваження були розширені. Було створено дві національні асамблеї, що формувалися з депутатів національного парламенту від виборчих округів у відповідних регіонах. У 1989 р. статус регіону отримав Брюссель.
- 1993 р. — підписання Сен-Мішельських угод провідними політичними об'єднаннями фламандців та франкофонів.
- 1994 р. — прийняття нової Конституції Бельгії, яка передбачає два типи суб'єктів федерації: громади і регіони.

Федеральні вибори у Бельгії 2003 р. засвідчили зростання популярності у Фландрії радикальних правих сил, зокрема партії Фламандський інтерес (Vlaams Belang), яка виступає за жорсткіше імміграційне законодавство та не приховує амбіцій щодо утворення незалежної держави Фландрії з включенням до неї Брюсселя.
В останні роки центральним предметом конфлікту, який є причиною нового загострення політичної кризи, є статус двомовного виборчого і судового округу Брюссель-Хал-Вілворде. Цей округ об'єднує 19 комун регіону Брюссель і 35 комун від провінції Фламандський Брабант. Протягом останніх років фламандська більшість у загальнобельгійському парламенті неодноразово порушувала питання про поділ цього округу. Фламандські активісти виступають за збереження двомовного статусу лише за містом Брюссель та його найближчими передмістями, а також «фламандизацію» решти округу. Валлонці вважають такий проект неприйнятним, оскільки він, на їхню думку, суперечить Конституції та попереднім угодам, укладеним між представниками валлонської та фламандської громад.

## Криза 2007–2011 років: хід подій
- 2007 р. — Вибори до парламенту (початок нового етапу політичної кризи). Найбільшу кількість місць у нижній палаті парламенту отримала Фламандська християнско-демократична партія. Її основним союзником стала партія Фламандський національний альянс. Ці провідні фламандські партії висунули вимогу збільшення автономії Фландрії, але зазнали невдачі при формуванні уряду. Компромісом у ситуації, що склалася, стало формування тимчасового Кабінету міністрів на чолі з Гі Верхофстадтом.

- Березень 2008 р. — головою уряду став Ів Летерм, лідер християнських демократів.

В опозиції до уряду знаходилися франкофони, серед яких був лідер Валлонського руху оновлення (MR) Дідьє Рейндерс. Він розробив рекомендації щодо спільного фламандсько-валлонського проекту, який мав сприяти виходу країни з кризи. Пропозиції Рейндерса передбачали приведення кожним рівнем влади до рівноваги своїх фінансів, повноважень і сфер компетенції та забезпечення рівного представництва фламандців і валлонів у Сенаті [3, c. 28]. Але план Рейндерса не підтримали не лише фламандці, а й частина франкофонів.
М. Штабенов виокремив наступні причини бельгійської політичної кризи: культурно-мовні протиріччя між франко- та нідерландофонами, економічні протиріччя між багатою фламандською північчю і бідним валлонським півднем та кризу міжпартійної коаліційної структури, яка дозволяла створювати загальнобельгійський коаліційний уряд [5, S. 1].
- 13 червня 2010 р. — парламентські вибори в Бельгії: найбільшу кількість місць у нижній палаті парламенту отримали представники сепаратистського Нового фламандського альянсу. Король Альберт ІІ доручив лідеру валлонських соціалістів Еліо ді Рупо координувати переговорний процес.

- Вересень 2010 р. — переговори зупинені через неможливість провідних політичних сил домовитися. Монарх звертався до політиків з проханням повернутися до переговорів, але сторони продовжували відстоювати власні інтереси замість спроб дійти компромісу. У липні 2011 р. Еліо ді Рупо звернувся до короля з проханням звільнити його від обов'язку сформувати уряд. На думку експертів, політична криза перебуває у законсервованому стані [6, c. 5].

## Фонд майбутнього
Сьогодні Фландрія інвестує у власний «Фонд майбутнього», спрямований на фінансування нових проектів, які вона сподівається реалізувати в результаті реформи федерації. Головна мета фламандської громади — регіоналізація ринку праці та зміни податкового законодавства: збільшення частки податків, які спрямовуються у місцевий бюджет і скорочення фінансування Брюсселя та дотаційної Валлонії. За підрахунками експертів, ці реформи принесуть Фландрії від 360 до 500 млн доларів [4, p. 8]. Виступаючи донором для Валлонії і Брюсселя, Фландрія природним чином домагається і політичного домінування на федеральному рівні.

## Прогнози щодо подальшого розвитку Бельгії
Віталій Кривошеїн і Руслан Ключник у статті «Політична криза в Бельгії та перспективи її вирішення» виокремлюють два сценарії трансформації країни. Згідно з першим, Королівство Бельгія перетворюється з федерації на конфедерацію, яка буде складатися з трьох або чотирьох (з урахуванням лінгвістичного поділу) суб'єктів, фактично незалежних, але пов'язаних спільною Конституцією. При цьому будуть максимально враховані інтереси Фландрії (бюджетна та податкова автономія) та Валлонії (збереження єдиної держави на чолі з королем). Відповідно до другого сценарію, фламандські політичні сили ініціюють проведення у Фландрії референдуму з питання незалежності. Враховуючи електоральні уподобання фламандців, які не змінюються протягом останніх років, ми можемо прогнозувати, що вони погодяться на відокремлення від Бельгії. Останній варіант є імовірнішим, особливо з урахуванням того, що конфедерації існують протягом відносно нетривалого часу. Вони тяжіють або до об'єднання у федерацію (США, Швейцарія), або до розпаду (ОАР, Сенегамбія). Як аргумент на користь можливого відокремлення Фландрії можна навести успішний досвід мирного розпаду Чехословаччини у 1993 р. та відокремлення Чорногорії від Сербії на підставі референдуму у 2006 р. [8, c. 147]
У випадку розпаду країни невизначеною залишається доля міста Брюссель, який, як уже зазначалося, є переважно франкомовним, але оточений територією Фландрії. Якщо він не приєднається до території Фландрії, то перетвориться на своєрідний ексклав, на зразок Калінінградської області Росії. Серед гіпотез, які висувається бельгійськими політиками щодо можливої долі столиці, заслуговує на увагу прогноз міністра-президента уряду регіону Брюссель-столиця Шарля Піке, який не виключає можливість створення Брюссельського державного утворення на кшталт Князівства Монако [7, c. 39].
Р. М. Ключник і В. В. Кривошеїн стверджують, що Королівство Бельгія, яке тривалий час було прикладом мирного співіснування кількох етносів, мов і культур в рамках однієї держави, сьогодні перебуває у стані глибокої політичної кризи, яка має системний характер і демонструє тенденцію до подальшого поглиблення. Проаналізувавши ситуацію, що склалася, ми можемо зробити висновок, що подальше функціонування Бельгії як федерації буде супроводжуватися постійними конфліктами, що перешкоджатимуть стабільному розвитку політичної системи. А отже, найбільш вірогідним і оптимальним для королівства є вирішення питання трансформації державного устрою шляхом загальнонаціонального референдуму [8, c. 147].

## Значення для України
Сергій Єсаулов, аналізуючи бельгійську кризу, зазначає: «Проте, для України, як і для інших гравців на міжнародній арені, сьогодні важливо зробити безпомилковий прогноз відносно того, яким чином це позначиться на наших відносинах з Бельгією, чи не внесе це безлад і плутанину в багатосторонню дипломатію в рамках міжнародних організації, зокрема ЄС» [7, c.39]. Це дозволить, на думку дослідника, уникнути вакууму відносин у випадку створення окремих держав Фландрії чи Валлонії.